# テコン島
テコン島（テコンとう、マレー語：Pulau Tekong、中国語：德光島）は、シンガポールで2番目の島で、シンガポール島東2Kmに位置し、マレーシア国境に接する。
シンガポール軍の施設につき、一般人の立入が禁止されている。2000年代から大規模埋め立て工事につれて、島の面積は段々大きくなる。